# Martainneville
Martainneville és un municipi francès, situat al departament del Somme i a la regió dels Alts de França. L'any 2006 tenia 374 habitants.

## Situació

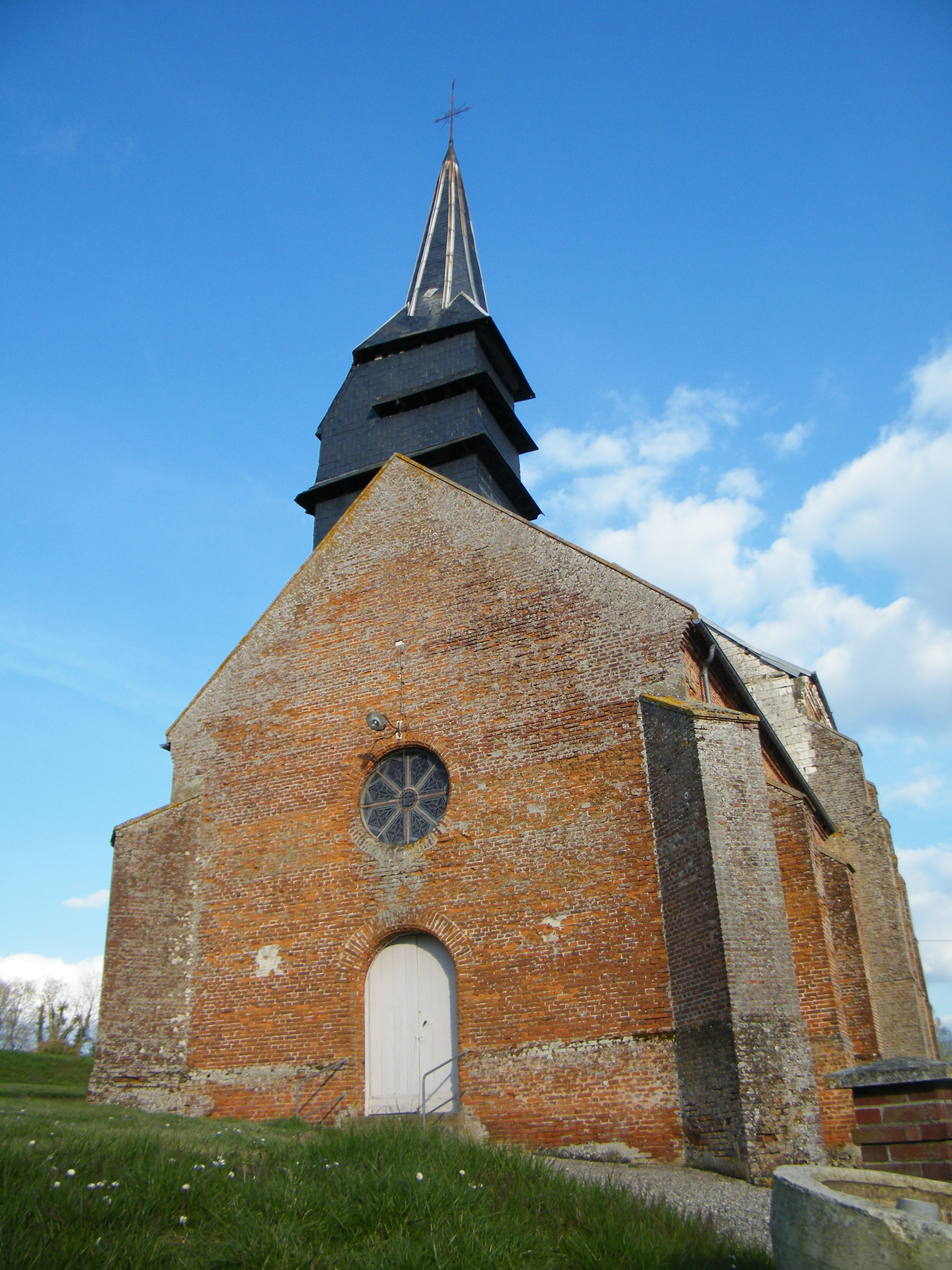

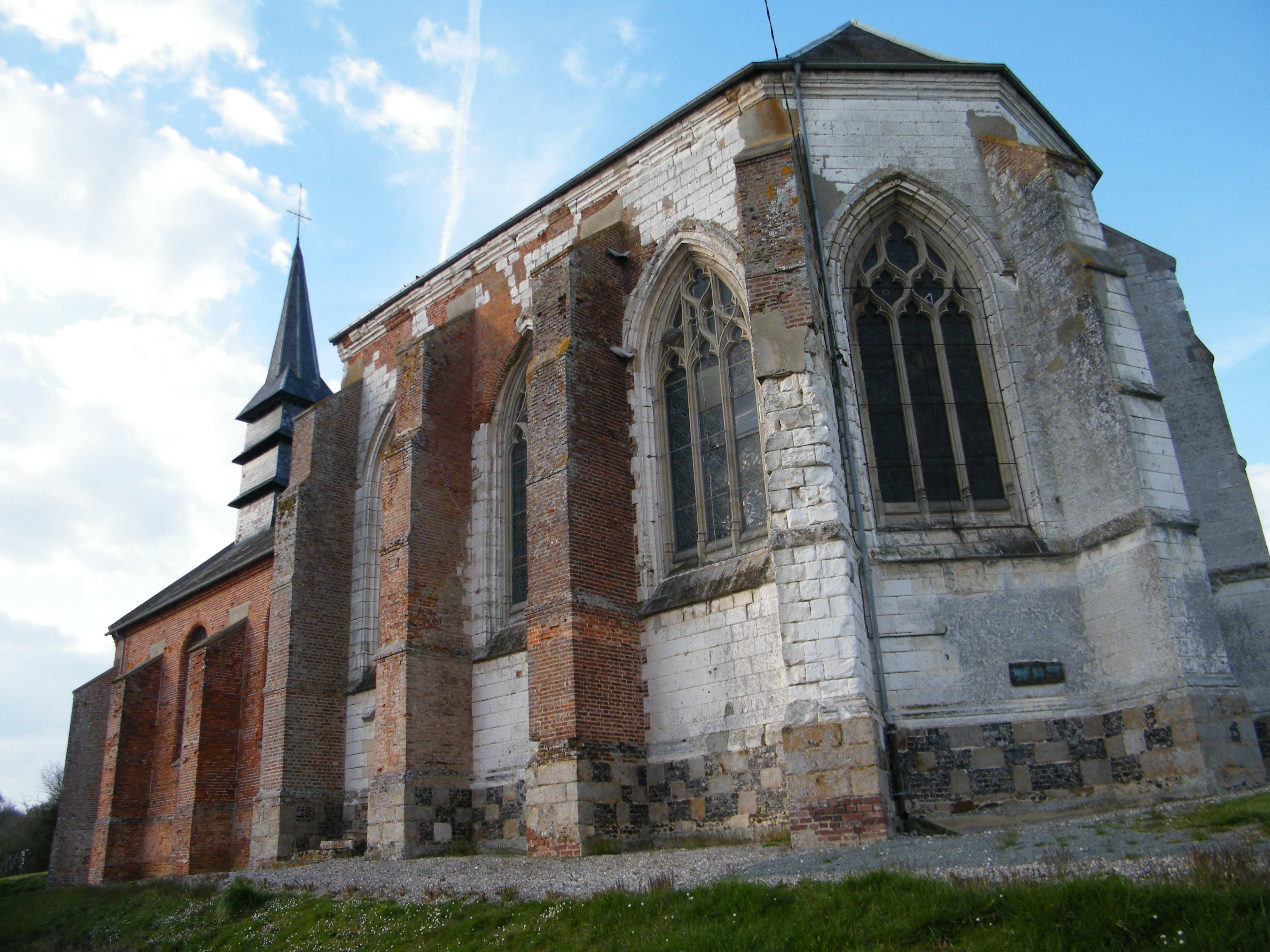

Martainneville es troba a l'oest del Somme, a una desena de quilòmetres del Sena Marítim.

## Administració

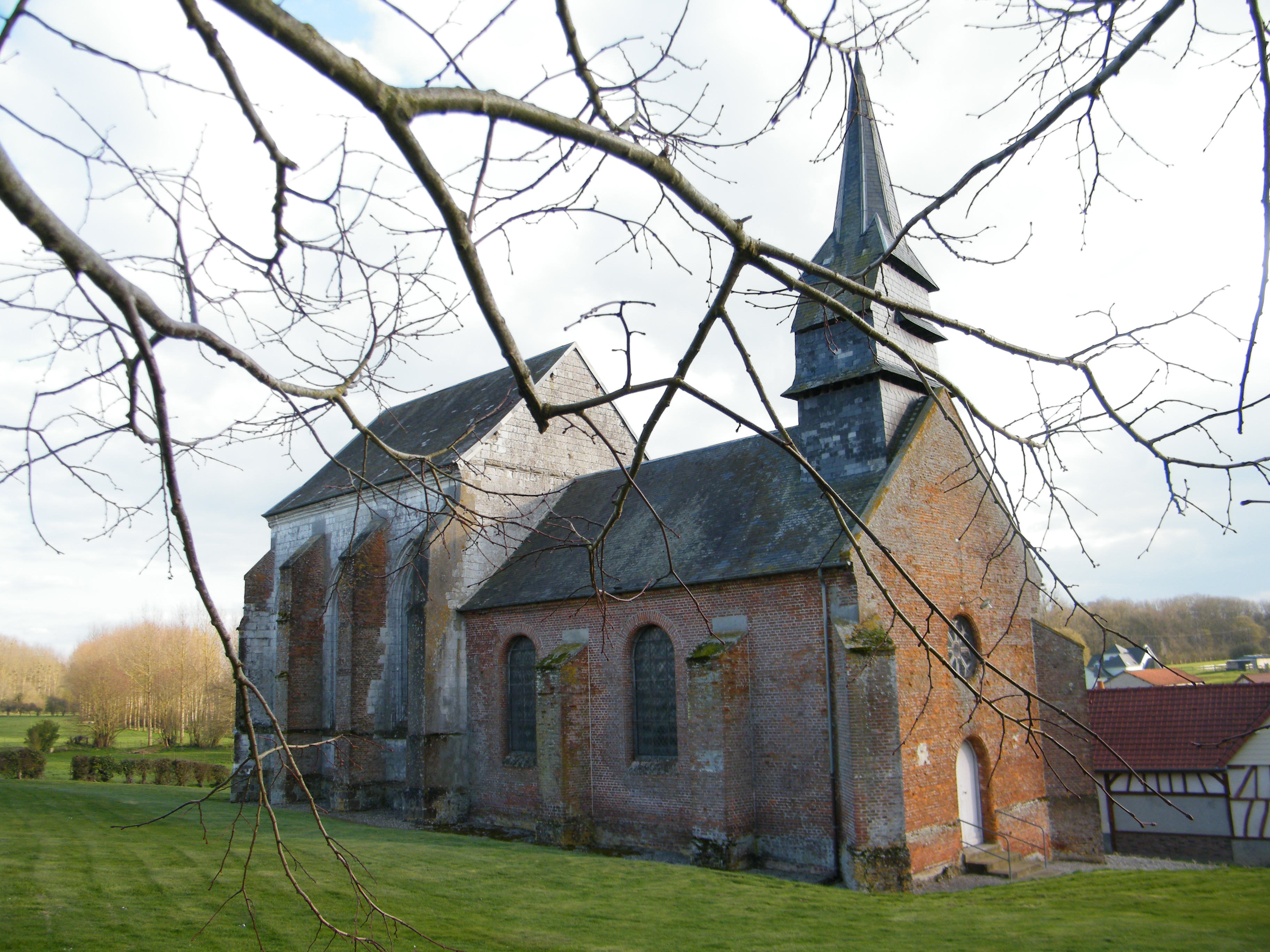

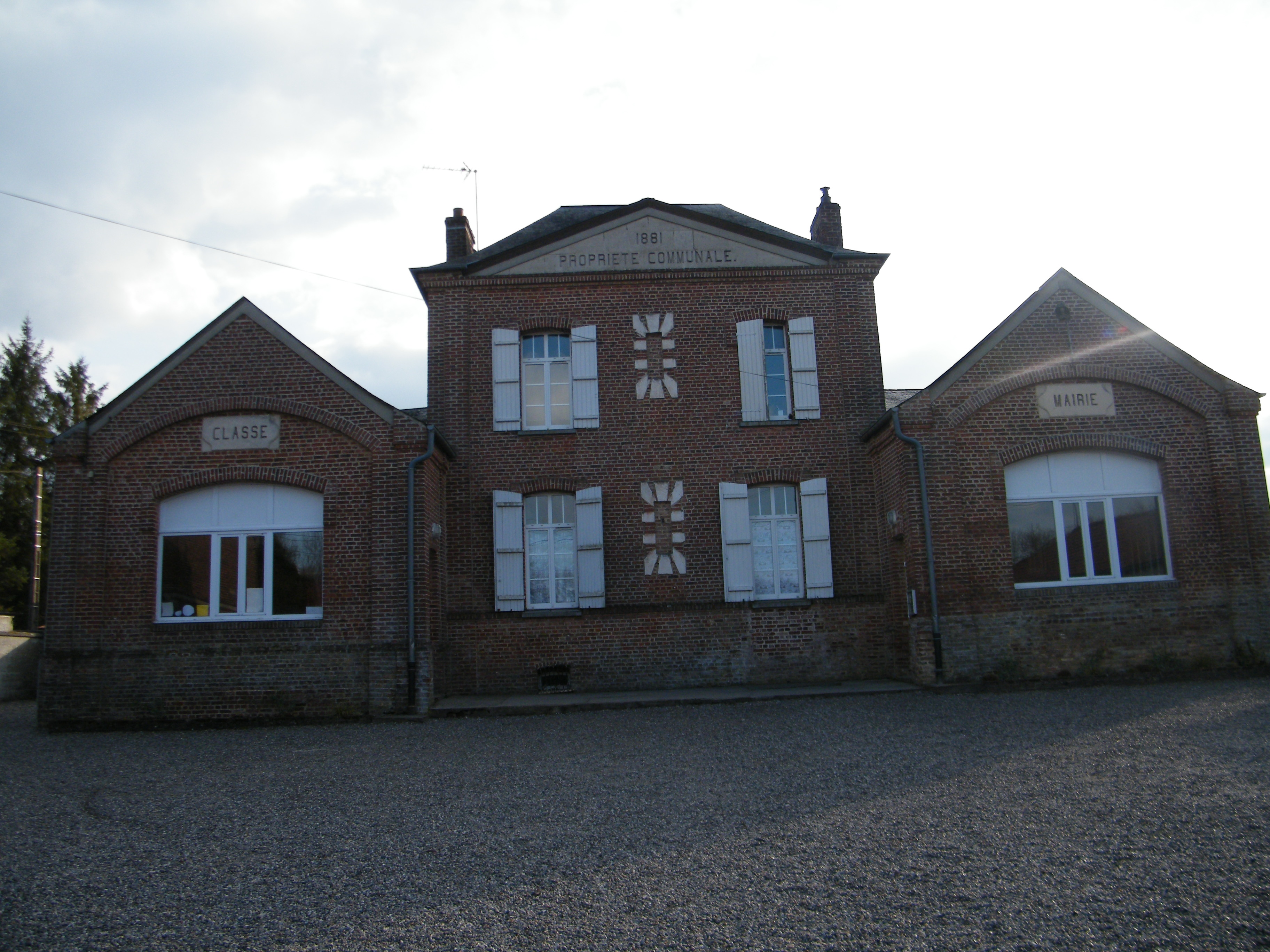

Martainneville forma part del cantó de Gamaches, que al seu torn forma part de l'arrondissement d'Abbeville. L'alcalde de la ciutat és Jean-Jacques Nantois (2008-2014).